# Kaori Yuki
Kaori Yuki (由貴 香織里?, Yuki Kaori; Tokyo, 18 dicembre ...) è una fumettista giapponese.

## Carriera
In un'intervista afferma di avere una passione per i manga e per gli autori degli stessi sin dalle elementari, passione generata anche dal suo amore per il disegno. Nel 1987 esordisce nella rivista Hana to yume con il "one-shot" Natsufuku no Elly (letteralmente I vestiti estivi di Elly). Diventerà famosa in seguito all'uscita di svariati tankōbon autoconclusivi e della serie Angel Sanctuary, distinguendosi con opere di stampo gotico e fantasy.
La lettura - in particolare la Yuki cita il manga Arabesque di Ryoko Yamagishi e altre sue opere - le è di grande aiuto quando non sa come procedere con il lavoro, così come la musica, tema ricorrente nei suoi free talk dedicati ai fans. Nei suoi manga compaiono molti riferimenti a opere cinematografiche (un esempio è il racconto breve Un'arancia a orologeria, terza storia dell'ottavo volume della serie Kaori Yuki Presenta, che contiene evidenti riferimenti al film Arancia meccanica). 

## Vita privata
Nel 2005 Kaori Yuki è divenuta mamma, ma ha affermato di voler continuare la sua carriera di mangaka.

## Opere

### Manga
Serie autoconclusive o in pochi tankōbon raccolte in Italia nella collana Kaori Yuki presenta:
- Vite (Neji?)

Pubblicato in Giappone nel 2001. Primo volume della collana.
- La Giulietta Dimenticata (Wasurerareta Juliet?)

Pubblicato in Italia col nome di Juliet, è un manga del 1992. È il secondo volume della serie Kaori Yuki presenta.
Appare per la prima volta la figura affascinante e tenebrosa del Conte Cain, il "Conte dei veleni", protagonista di altri successivi volumi della collana (Suoni, Kafka e Il sigillo) e della successiva serie dell'autrice, God Child.
- Il suono dello schiudersi di un ragazzo (Shounen no Fukasuru Oto?)

Pubblicato in Italia col nome di Suoni, è un manga del 1993. È il terzo volume della collana.
Il protagonista è di nuovo il Conte Cain.
- Kafka (Kafka?)

Pubblicato in Giappone nel 1994; il titolo è una citazione in onore di Franz Kafka. Quarto volume della collana.
Compaiono i personaggi dei due volumi precedenti.
- Il Sigillo dell'ariete rosso (Akai Hitsuji no Kokuin?)

Pubblicato in Italia con il titolo Il sigillo, è un manga del 1994 composto da 2 volumi, il quinto ed il sesto della collana.
Con questi due Tankōbon si concludono le vicende del Conte Cain narrate nella serie Kaori Yuki presenta, vicende che troveranno seguito nel manga God Child, della stessa autrice.
- Boys next door (Shounen Zanzou?)

Il ragazzo della porta accanto, pubblicato in Giappone nel 1998. Settimo volume della collana.
La prima storia all'interno del Tankōbon (Il ragazzo della porta accanto) è la più recente e dà il titolo al volumetto. Le altre due storie, entrambe più vecchie di dieci anni, sono Devil Inside del 1989 e When a Heart Beats del 1988.
- Kaine - Endorfine della vita e della morte (Kaine - Die to Live no Endorphines?)

Pubblicato in Giappone nel 1996. Ottavo volume della collana, è una raccolta di storie brevi, tra le quali spicca quella che dà il titolo al Tankōbon, Kaine. Seguono, nell'ordine, Magical mystery tour, Un'arancia a orologeria (titolo ispirato al film Arancia meccanica, nell'ultima vignetta della storia compare difatti anche lo stesso negozio presente nel film: il Korova Milk Bar) e Tokyo top.
- Favole Crudeli (Zankokuna Douwatachi?)

Pubblicato in Giappone nel 1993, è una raccolta di storie brevi (nell'ordine, Favole crudeli, Tina ha visto il passato, Il mago dietro le quinte e Blanche). Nono volume della collana.
- Gravel Kingdom (Sareki okoku?)

Pubblicato in Giappone nel 1992, è il decimo volume della collana.
Contiene il racconto omonimo Gravel Kingdom ed il più datato Stonehenge. Entrambe le storie sono a sfondo fantasy.
- La rivoluzione di Ludwig (Ludwig Kakumei?)

È una raccolta di storie brevi iniziate nel 1999 e concluse nel 2004 con Barbe Bleu, pubblicate con il titolo Ludwig in Italia. Le fiabe di Charles Perrault e dei fratelli Grimm fanno da sfondo comune ai racconti, così come rimane invariato il protagonista, il Principe Ludwig. Undicesimo volume della collana.
- Profumo zero (Zero no soukoushi?)

Uscito in Giappone nel luglio 2006, ultimo volume pubblicato della serie Kaori Yuki Presenta (ancora in corso). Il titolo del volume italiano è Zero - Il maestro dei profumi.
In ordine di volume:
Kaori Yuki Presenta vol.1 - Neji
Kaori Yuki Presenta vol.2 - Juliet
Kaori Yuki Presenta vol.3 - Suoni
Kaori Yuki Presenta vol.4 - Kafka
Kaori Yuki Presenta vol.5 - Il Sigillo 1
Kaori Yuki Presenta vol.6 - Il Sigillo 2
Kaori Yuki Presenta vol.7 - Il Ragazzo della Porta Accanto
Kaori Yuki Presenta vol.8 - Kaine
Kaori Yuki Presenta vol.9 - Favole Crudeli
Kaori Yuki Presenta vol.10 - Gravel Kingdom
Kaori Yuki Presenta vol.11 - Ludwig 1
Kaori Yuki Presenta vol.12 - Zero ~ Il Maestro dei Profumi
Kaori Yuki Presenta vol.13 - Ludwig 2
Kaori Yuki Presenta vol.14 - Ludwig 3
Kaori Yuki Presenta vol.15 - Ludwig 4
Kaori Yuki Presenta vol.16 - Il Club dei Vampiri ~ Blood Hound
Kaori Yuki Presenta vol.17 - Orchestre Royal des Guignols 1
Kaori Yuki Presenta vol.18 - Orchestre Royal des Guignols 2
Kaori Yuki Presenta vol.19 - Orchestre Royal des Guignols 3
Kaori Yuki Presenta vol.20 - Orchestre Royal des Guignols 4
Kaori Yuki Presenta vol.21 - Orchestre Royal des Guignols 5

#### Altre opere
- I Vestiti Estivi di Elly (Natsufuku no Elly?)

Il primo manga scritto e illustrato da Kaori Yuki.
- Angel Sanctuary (Tenshi Kinryouku?)

Il titolo giapponese letteralmente significa Il distretto proibito degli angeli; nella versione italiana si è preferito utilizzare il nome del videogioco che compare già nel primo volume nella storia. Il manga è iniziato nel 1995 ed è composto da 26 Tankōbon nella sua edizione italiana.
Protagonista della serie è Setsuna Mudo, sedicenne innamorato della propria sorella minore, Sara. La storia è ambientata a Tokyo, ma già dal quinto volume la scena si sposta nell'Hades.
Kaori Yuki tocca il tema dell'incesto e mette in dubbio la tipica contrapposizione tra bene e male, invertendo spesso i ruoli. Sono evidenti i riferimenti biblici, sebbene talvolta denotino una conoscenza superficiale della religione ebraica e cattolica da parte dell'autrice.
- God Child (Hakushaku Cain?)

Pubblicato tra il 2001 ed il 2004. Composto di undici volumi, è apparso in Italia con il sottotitolo Le nuove avventure del Conte Cain. Il manga tratta infatti delle vicende del conte Cain Hargreaves, già comparso in opere precedenti dell'autrice, quali Juliet, Suoni, Kafka, Il sigillo 1 e Il sigillo 2 (volumi compresi nella collana Kaori Yuki presenta).
Oltre al protagonista, noto per essere un famoso collezionista di veleni, i personaggi principali di God Child sono il maggiordomo Riff e la sorella minore del conte, Maryweather.
- Il Club dei Vampiri - Blood Hound) (Yorugata Aijin Senmonten?)

Locale specializzato per innamorati notturni è un manga del 2004. Il nome del locale, Krankenhaus, significa "Ospedale" in tedesco.
- Fairy Cube (Yosei Hyohon?)

Serializzato nell'Asuka tra il 2005 ed il 2006 e pubblicato in Italia nel 2007.
Questo manga torna ad essere a sfondo fantasy... più precisamente al sottogenere urban fantasy.
È durante questa serie che Kaori Yuki annuncia di essere diventata mamma nel luglio 2005.
- The devil's lost soul (Iki No Ki?)

### Artbook
Sono stati pubblicati 3 artbook di Angel Sanctuary:
- Angel Cage (Gabbia d'angelo, del 1997)
- Lost Angel (Angelo perduto, del 2000)
- Angel Voice (Voce d'angelo)